# توماس نورستروم
توماس نورستروم (سوئدی: Tomas Norström؛ زادهٔ ۲۳ مهٔ ۱۹۵۶ – درگذشتهٔ ۳ اکتبر ۲۰۲۱) بازیگر و کارگردان فیلم اهل سوئد بود.
از فیلم‌ها یا سریال‌های تلویزیونی که وی در آن نقش داشته‌است، می‌توان به قتل‌های ساندهام، در خانه برای کریسمس، داستان‌های آشپزخانه، قلاب‌سنگ، عصر بخیر، آقای والنبری، شکارچیان و داستان تراژدیک هملت - شاهزادهٔ دانمارک اشاره کرد.